# 4589 McDowell
4589 McDowell eller 1933 OB är en asteroid i huvudbältet, som upptäcktes 24 juli 1933 av den tyske astronomen Karl Wilhelm Reinmuth i Heidelberg. Den har fått sitt namn efter den brittiske astronomen Jonathan McDowell.
Asteroiden har en diameter på ungefär 6 kilometer och den tillhör asteroidgruppen Nysa.